# Kości pneumatyczne
Kości pneumatyczne (łac. ossa pneumatica) – kości zawierające puste przestrzenie wysłane błoną śluzową, wypełnione powietrzem. U człowieka występują tylko w czaszce (kość klinowa, czołowa, sitowa, skroniowa, szczękowa).
U ptaków wiele kości jest pneumatycznych. Choć brak wypełnienia zmniejsza ich masę, to jednocześnie sama tkanka kostna jest gęstsza niż u ssaków. Większa gęstość daje większą wytrzymałość, ale również zwiększa masę. Kości ptaków są zatem bardziej wytrzymałe, ale mniej więcej tak samo ciężkie jak u ssaków tej samej wielkości. 
Kości pneumatyczne wyewoluowały kilkukrotnie w kilku grupach zaliczanych do Ornithodira. Pojawiły się przynajmniej 210 milionów lat temu, w epoce triasu późnego. Znaleziono je teropodów, u których występują do tej pory, oraz u wymarłych zauropodomorfów i pterozaurów. Stopień pnenumatyzacji kości pterozaurów przekraczał obserwowany u zauropodów, ale nie dorównywał ptakom.